# وابرن (هسن)
وابرن (به آلمانی: Wabern) یک شهر در آلمان است که در شوالم-ادر واقع شده‌است. وابرن ۷٬۷۴۵ نفر جمعیت دارد.